# 十重禁戒
十重禁戒（じゅうじゅうきんかい）とは出家・在家の菩薩が必ず守るべき十種の戒で、十波羅提木叉（じゅうはらだいもくしゃ）、十波羅夷（じゅうはらい）などともいう。『梵網経』を典拠とするが『梵網経』にこの語は見出されず十重波羅提木叉として紹介される。
十重禁戒は円頓戒の戒法である三聚浄戒（さんじゅじょうかい）の第一・摂律儀戒（しょうりつぎかい）を構成する戒であり、下記の十種からなる。日本では、真言宗系で十善戒が重んじられるが、十重禁戒は、天台宗系で重んじられ、浄土宗や曹洞宗で守るべき戒とされている。

## 内容
1. 殺戒 - 生き物を殺さない
2. 盗戒 - 盗みを働かない
3. 婬戒 - 出家者は性交渉をもたず[3]、在家は不倫をしない[3]
4. 妄語戒 - 嘘を言わない
5. 酤酒戒 - 酒を売らない[1][4]
6. 説四衆過戒 - 菩薩、比丘、比丘尼の犯した罪を吹聴しない[5]
7. 自讚毀他戒 - 自分を誉めて他人をそしりけなさない
8. 慳惜加毀戒 - 人に与えることについて惜しまない
9. 瞋心不受悔戒 - 他人から謝罪を受けたらそれを受け入れ、怒りの心によって許さないということをしない[6]
10. 謗三宝戒 - 仏・法・僧の三宝をそしらない